# Skavaböle
Skavaböleeller Hyrylä (finska: Hyrylä) är centralort i Tusby kommun i landskapet Nyland i Finland. Orten kallas ibland även Tusby centrum. Tätorten ligger cirka 25 kilometer norr om Helsingfors och ungefär 10 minuters bilväg från Helsingfors-Vanda flygplats.
Tusby kommunalhus och huvudvårdcentral (hälsovårdsstation) ligger i Skavaböle kärncentrum. Skavaböle har ett stort antal arbetspendlare till Helsingfors.
Folkmängden i kärncentrum uppgick år 2014 till cirka 8 000 invånare.  
Befolkningen på orten är, i dag, övervägande finskspråkig. Samhället ligger också i en kommun vars språkliga status är enspråkig finsk. Före 1943 var kommunens språkliga status emellertid tvåspråkig.

## Militärort
Mellan början på 1850-talet och den 31 december 2005 var Skavaböle en viktig militärort. I början på 1800-talet, då Finland ännu var ett storfustendöme under ryska kronan, anlade Kejsardömet Ryssland en militärförläggning här. Den har sedermera utbyggts i flera etapper. Efter Finlands självständighet 1917 blev det ett artilleriförband, för att ersättas 1957 av Helsingfors luftvärnsregemente, vilket dock flyttade 2006 till Parola. I dag finns ett luftvärnsmuseum på området.

## Skolor
Tusby kommun upprätthåller i Skavaböle sju lågstadieskolor (årskurs 1-6), en högstadieskola (åk 7-9), en enhetlig grundskola (åk 1-9) och ett gymnasium. Samtliga dessa skolor är finskspråkiga. Närmaste svenskspråkiga lågstadieskola är belägen i Klemetskog, Klemetskog skola (åk 1-6).    

## Sevärdheter

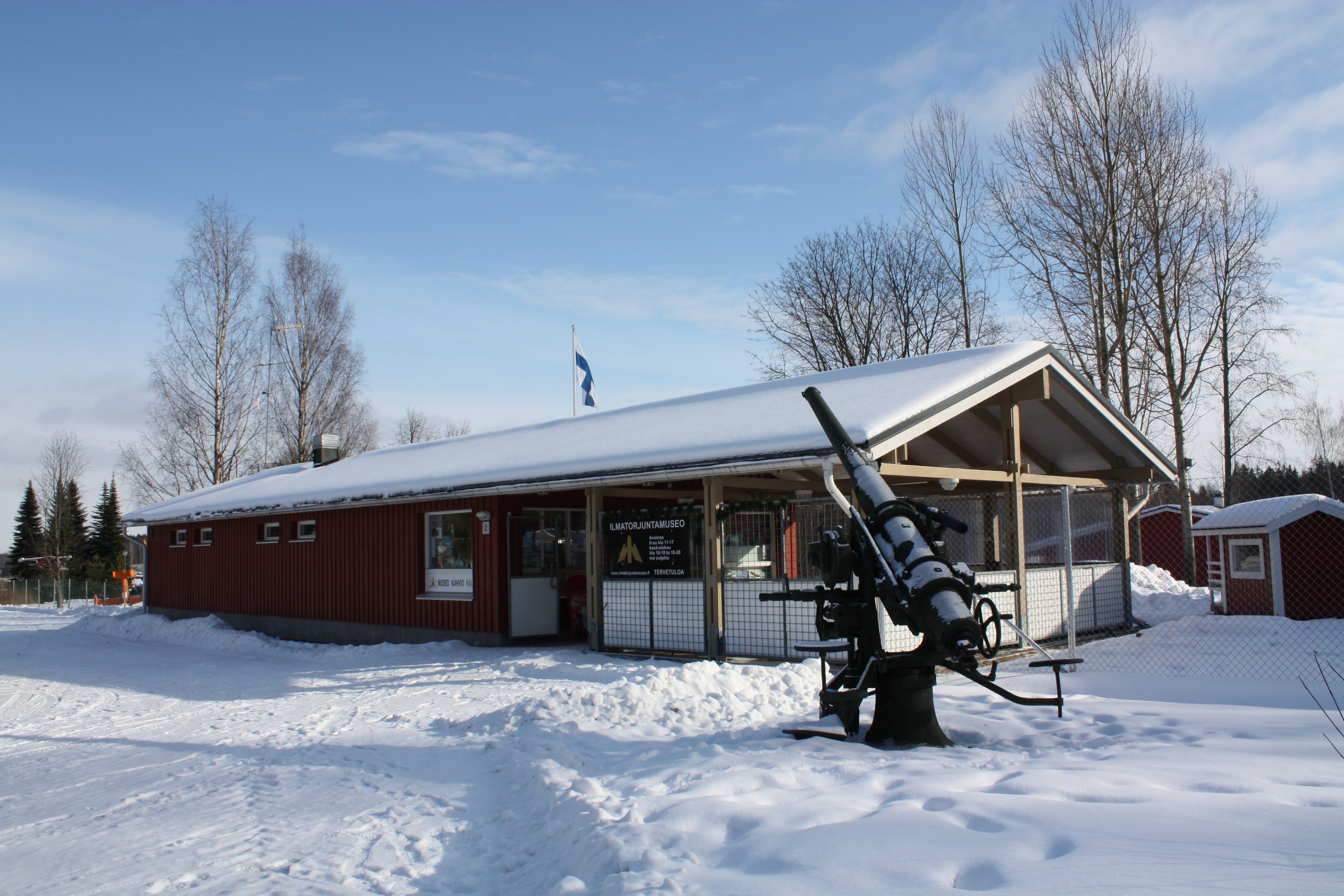
Luftvärnsmuseet i Skavaböle.

- Ilmatorjuntamuseo är ett luftvärnsmuseum som innehåller bland annat en stor samling luftvärnsvapen.[9]
- Taidekeskus Kasarmi, som är både ett konstmuseum för nutidskonst och ett illustrationskonstmuseum.

## Kommunikationer
Kommunikationerna till och från Skavaböle är med såväl bil som buss goda. Bland annat utgår en motorväg (Tusbyleden) från samhället till Helsingfors. Bussförbindelser finns åt alla väderstreck. 

## Sport
- Fotbollsföreningen K-UP/HC Skavaböle spelar i de lägre finländska fotbollsdivisionerna.[10]